# تروبيسترون
تروبيسترون هو مضاد لمستقبلات السيروتونين 5-HT3 يستخدم بشكل أساسي كمضاد للقئ لعلاج الغثيان والقيء بعد العلاج الكيميائي، على الرغم من أنه تم استخدامه تجريبياً كمسكن في حالات الألم العضلي الليفي.
وسُجلت براءة اختراعه في عام 1982 وتمت الموافقة على استخدامه الطبي في عام 1992. إنه مدرج في قائمة منظمة الصحة العالمية للأدوية الأساسية.  يتم تسويقه من قبل شركة نوفارتس في أوروبا وأستراليا ونيوزيلندا واليابان وكوريا الجنوبية والفلبين باسم نوفابان، ولكنه غير متوفر في الولايات المتحدة.  وهي متوفرة أيضًا من Novell Pharmaceutical Laboratories ويتم تسويقها في العديد من البلدان الآسيوية باسم سيتروفل .

## طريقة العمل
يعمل التروبيسترون كمضاد انتقائي لمستقبلات 5-HT3 وناهض مستقبلات α7-النيكوتينية

## الأعراض الجانبية
تروبيسترون عقار جيد الاستخدام وله آثار جانبية قليلة.  الصداع والإمساك والدوخة هي الآثار الجانبية الأكثر شيوعًا المرتبطة باستخدامه.  كما ارتبط انخفاض ضغط الدم وارتفاع إنزيم الكبد العابر ومتلازمات فرط الحساسية المناعية والآثار الجانبية خارج السبيل الهرمي باستخدامه في مناسبة واحدة على الأقل.  لم يتم الإبلاغ عن تفاعلات دوائية كبيرة مع استخدام هذا الدواء.  يتم تقسيمه بواسطة نظام السيتوكروم P450 الكبدي وله تأثير ضئيل على استقلاب الأدوية الأخرى التي يفككها  هذا النظام.

## روابط خارجية
Official site
- Navoban data sheet